# Valea Cepelor
Valea Cepelor este o arie protejată (arie specială de conservare — SAC, sit de importanță comunitară — SCI) din România, desemnată în scopul protejării biodiversității și menținerii într-o stare de conservare favorabilă a florei spontane și faunei sălbatice, precum și a habitatelor naturale de interes comunitar aflate în arealul zonei de protecție. Aceasta este situată în centrul Transilvaniei, pe teritoriile județelor Alba și Bihor.

## Localizare
Aria naturală se află în extremitatea sud-estică a județului Bihor (pe teritoriul administrativ al comunei Criștioru de Jos) și cea nord-vestică a județului Alba (pe teritoriul comunelor Arieșeni și Avram Iancu), în imediata apropiere a drumului național  DN75, care leagă orașul Câmpeni de Nucet.

## Înființare
Zona a fost declarată sit de importanță comunitară prin Ordinul Ministerului Mediului și Dezvoltării Durabile Nr.1964 din 13 decembrie 2007 (privind instituirea regimului de arie naturală protejată a siturilor de importanță comunitară, ca parte integrantă a rețelei ecologice europene Natura 2000 în România) și se întinde pe o suprafață de 781,9 hectare. Situl a fost protejat și ca arie specială de conservare în mai 2022.

## Biodiversitate
Situl reprezintă o zonă încadrată în bioregiunea alpină a Munților Bihorului; ce conservă habitate naturale de tip: Pajiști de altitudine joasă (Alopecurus pratensis Sanguisorba officinalis), Pajiști montane de Nardus bogate în specii pe substraturi silicioase, Păduri de fag de tip Luzulo-Fagetum, Păduri acidofile de Picea abies din regiunea montană (Vaccinio-Piceetea), Grohotișuri silicioase din etajul montan până în cel alpin (Androsacetalia alpinae și Galeopsietalia ladani), Tufărișuri alpine și boreale, Tufărișuri cu Pinus mugo și Rhododendron myrtifolium și Vegetație herbacee de pe malurile râurilor montane și protejază o mare diversitate floristică și faună rară.
La baza desemnării sitului se află două specii faunistice enumerate în anexa I-a a Directivei Consiliului European 92/43/CE din 21 mai 1992 (privind conservarea habitatelor naturale și a speciilor de faună și floră sălbatică): ivorașul-cu-burta-galbenă (Bombina variegata) și tritonul comun transilvănean (Triturus vulgaris ampelensis); precum și două specii floristice (enumerate în aceeași anexă): clopoțelul de munte (Campanula serrata) și iarba-gâtului (Tozzia carpathica).

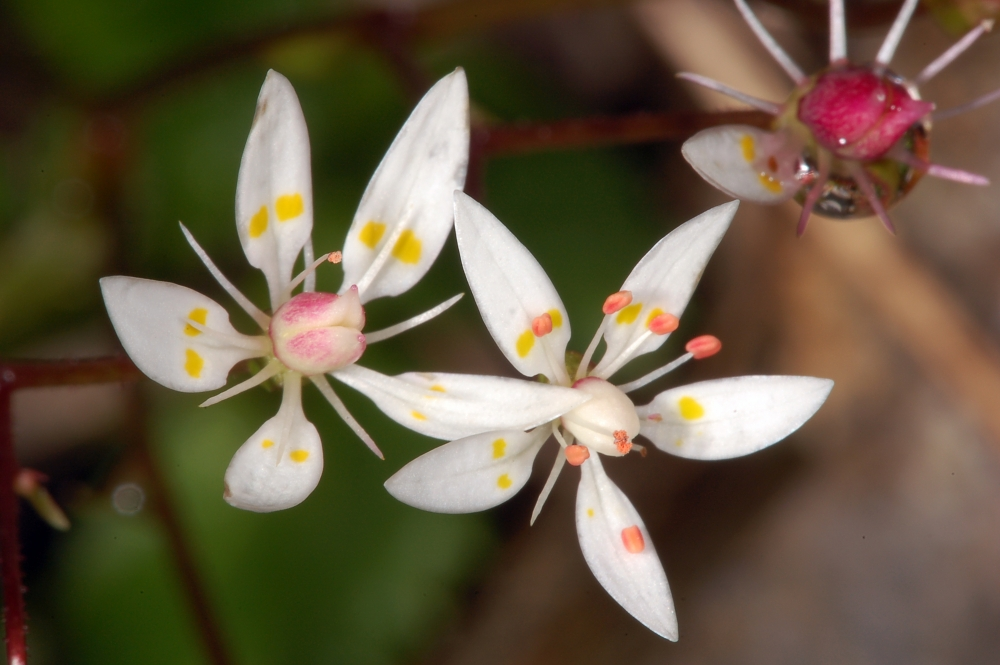
Ochii-şoricelului (Saxifraga stellaris)

Alte specii floristice semnalate în arealul sitului: ciucuraș (Adenostyles alliariae), crestată (Aposeris foetida), arnică (Arnica montana), coada-șoricelului (Achillea distans), susai de munte (Cicerbita alpina), gălbenuș (Crepis viscidula), gâscarița-lui-Haller (Cardaminopsis halleri ssp. ovirensis), clopoței (Campanula patula ssp. abietina), garofiță (Dianthus barbatus ssp. compactus), ghințura punctată (Gentiana punctata), fratele-priboiului (Geranium sylvaticum), anghinarea oilor (Hypochoeris uniflora), chimionul țapului (Laserpitium krapfii), brioală (Ligusticum mutellina), iarba-iepurelui (Phleum alpinum ssp. alpinum), timoftică (Phleum alpinum ssp. alpinum), orhidee (Pseudorchis albida), rujă (Rhodiola rosea), sămânța-soarelui (Silene pusilla), ochii-șoricelului (Saxifraga stellaris), mușcata dracului (Knautia longifolia), unghia-păsării (Viola declinata), păiuș (Festuca nigrescens și Festuca airoides).

## Căi de acces
- Drumul național DN75 pe ruta: Turda - Sălciua de Jos - Lupșa - Câmpeni - Vadu Moților - Albac - Gârda de Sus - Păntești.

## Monumente și atracții turistice
În vecinătatea sitului se află câteva obiective de interes istoric, cultural și turistic; astfel:

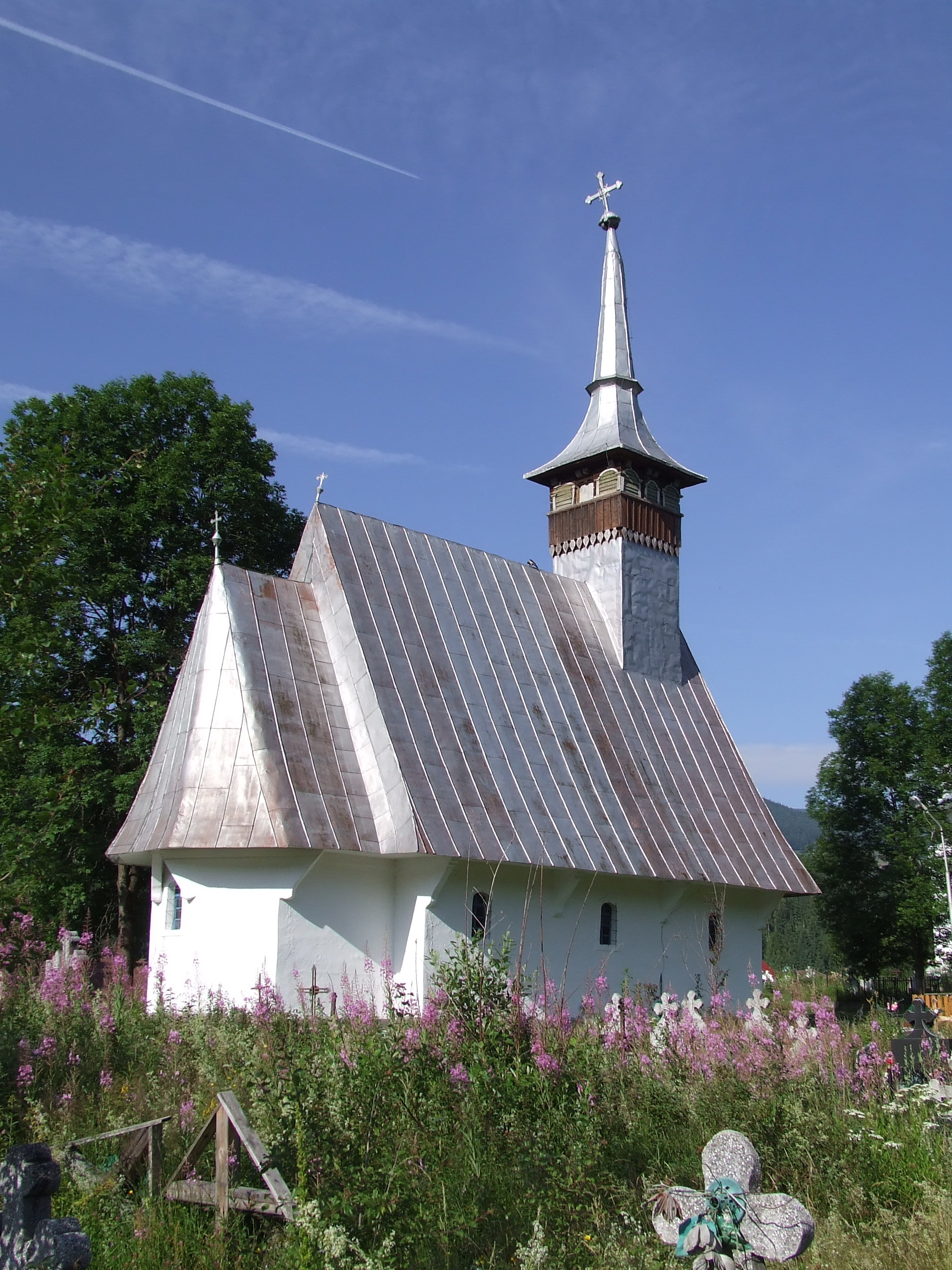
Biserica de lemn din Arieşeni

- Biserica de lemn "Înălțarea Domnului" din Arieșeni, construcție 1791, monument istoric.
- Ansamblul "Casa lui Avram Iancu" din Incești, construcție secolul al XVIII-lea, monument istoric.
- Parcul Natural Apuseni și rezervațiile naturale Cheile Gârdișoarei (15 ha), Peștera Ghețarul de la Vârtop (1 ha), Cascada Vârciorog, Izbucul Tăuzului, Peștera Coiba Mare.